# Stanfield Limited
Stanfield Limited war ein britischer Hersteller von Automobilen.

## Unternehmensgeschichte
Das Unternehmen aus Cardiff begann 1922 mit der Produktion von Automobilen. Der Markenname lautete Gwalia. Im gleichen Jahr endete die Produktion.

## Fahrzeuge
Das einzige Modell war der 9 HP. Der Einbaumotor kam von Alpha. Das Getriebe hatte drei Gänge. Die offene Karosserie bot Platz für drei Personen. Der Neupreis betrug 250 Pfund.